# Frais (Territoire de Belfort)
Pour les articles homonymes, voir Frais.
Frais est une commune française située dans le département du Territoire de Belfort, la région culturelle et historique de Franche-Comté et la région administrative Bourgogne-Franche-Comté. 
Ses habitants sont appelés les Fraisiers.
Elle est administrativement rattachée au canton de Grandvillars et fait partie du Grand Belfort.

## Géographie

### Situation
Le village est situé sur la route RD 419 reliant Belfort, le chef-lieu de département, à Altkirch, en Alsace. Il est à 2 km de Fontaine et à 11 km de Belfort. Le territoire de la commune s'étend sur 281 hectares à l'altitude moyenne de 350 m. Il est traversé par La Saint-Nicolas, petite rivière qui prend sa source près de Rougemont-le-Château, dans le massif des Vosges.
| Phaffans    | Fontaine    |             |
| Bessoncourt | Frais       | Foussemagne |
|             | Petit-Croix |             |

### Climat
Pour des articles plus généraux, voir Climat de la Bourgogne-Franche-Comté et Climat du Territoire de Belfort.
En 2010, le climat de la commune est de type climat des marges montargnardes, selon une étude du Centre national de la recherche scientifique s'appuyant sur une série de données couvrant la période 1971-2000. En 2020, Météo-France publie une typologie des climats de la France métropolitaine dans laquelle la commune est exposée à un climat semi-continental et est dans la région climatique  Vosges, caractérisée par une pluviométrie très élevée (1 500 à 2 000 mm/an) en toutes saisons et un hiver rude (moins de 1 °C). 
Pour la période 1971-2000, la température annuelle moyenne est de 9,8 °C, avec une amplitude thermique annuelle de 17,5 °C. Le cumul annuel moyen de précipitations est de 1 054 mm, avec 12 jours de précipitations en janvier et 10,4 jours en juillet. Pour la période 1991-2020, la température moyenne annuelle observée sur la station météorologique de Météo-France la plus proche, « Novillard_sapc », sur la commune de Novillard à 5 km à vol d'oiseau, est de 10,7 °C et le cumul annuel moyen de précipitations est de 909,2 mm. 
La température maximale relevée sur cette station est de 38 °C, atteinte le 4 août 2022 ; la température minimale est de −18,1 °C, atteinte le 20 décembre 2009,,. 
Les paramètres climatiques de la commune ont été estimés pour le milieu du siècle (2041-2070) selon différents scénarios d'émission de gaz à effet de serre à partir des nouvelles projections climatiques de référence DRIAS-2020. Ils sont consultables sur un site dédié publié par Météo-France en novembre 2022.

## Urbanisme

### Typologie
Au 1er janvier 2024, Frais est catégorisée commune rurale à habitat dispersé, selon la nouvelle grille communale de densité à sept niveaux définie par l'Insee en 2022.
Elle est située hors unité urbaine. Par ailleurs la commune fait partie de l'aire d'attraction de Belfort, dont elle est une commune de la couronne,. Cette aire, qui regroupe 91 communes, est catégorisée dans les aires de 50 000 à moins de 200 000 habitants,.

### Occupation des sols
L'occupation des sols de la commune, telle qu'elle ressort de la base de données européenne d’occupation biophysique des sols Corine Land Cover (CLC), est marquée par l'importance des territoires agricoles (63,2 % en 2018), une proportion identique à celle de 1990 (63,2 %). La répartition détaillée en 2018 est la suivante : 
forêts (36,8 %), zones agricoles hétérogènes (30,4 %), terres arables (18,3 %), prairies (14,5 %). L'évolution de l’occupation des sols de la commune et de ses infrastructures peut être observée sur les différentes représentations cartographiques du territoire : la carte de Cassini (XVIIIe siècle), la carte d'état-major (1820-1866) et les cartes ou photos aériennes de l'IGN pour la période actuelle (1950 à aujourd'hui).

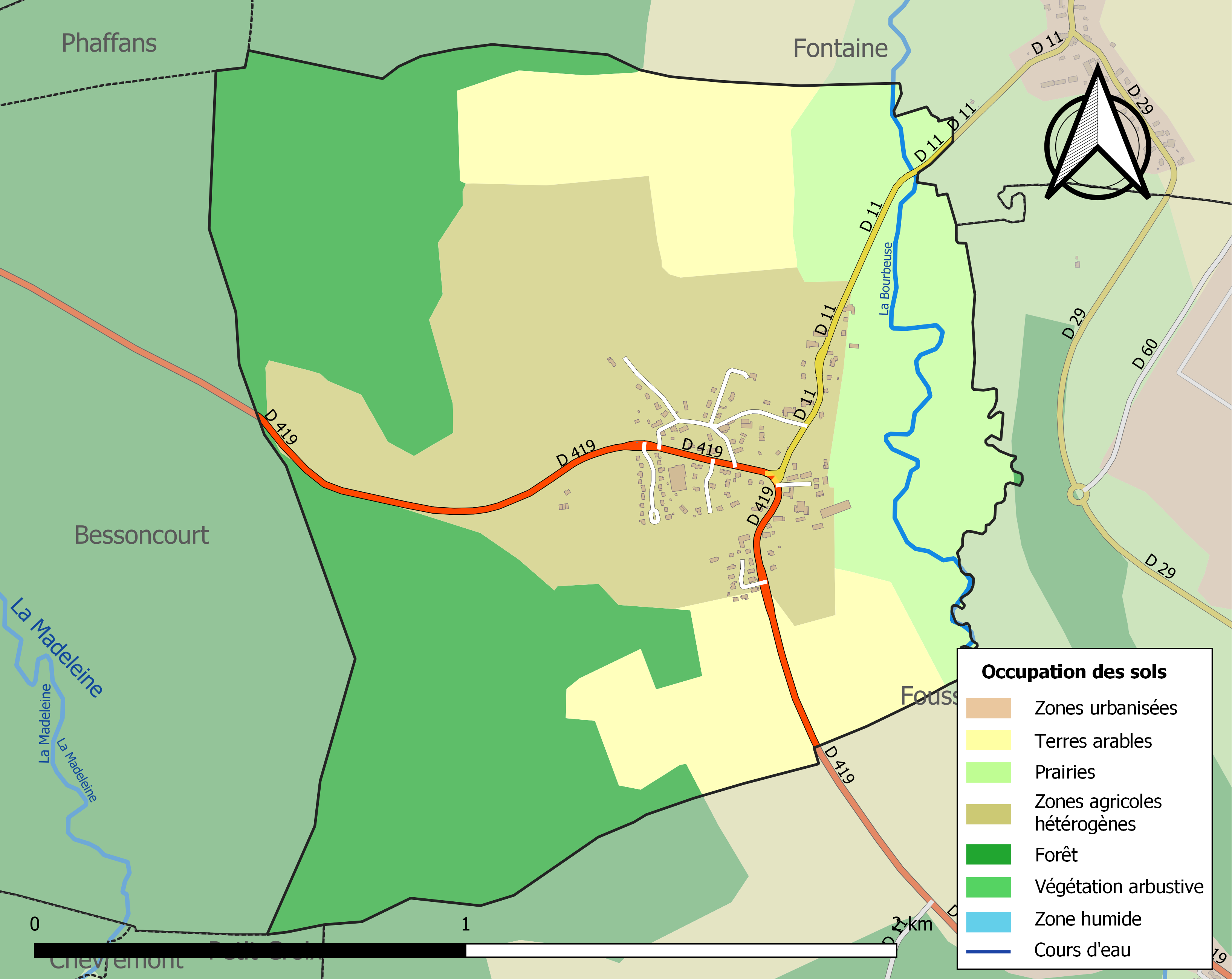
Carte des infrastructures et de l'occupation des sols de la commune en 2018 (CLC).

## Toponymie
On rencontre le nom de Fray pour la première fois en 1445, et sous sa forme allemande de Fress. *Fress et Frets apparaissent en 1458[réf. souhaitée].

## Histoire
Le village appartenait à la seigneurie de Montreux-Château et dépendait de la paroisse de Fontaine.

## Héraldique
| Blason de Frais | Blason  | D’or au lion de sable lampassé de gueules et chaperonnée d’azur. |
| Blason de Frais | Détails | Le statut officiel du blason reste à déterminer.                 |

## Politique et administration
| Période                                  | Période  | Identité                 | Étiquette | Qualité                  |
| ---------------------------------------- | -------- | ------------------------ | --------- | ------------------------ |
| Les données manquantes sont à compléter. |          |                          |           |                          |
| mars 2001                                | En cours | Miltiades Constantakatos | PS        | Cadre technique retraité |

## Population et société

### Démographie
L'évolution du nombre d'habitants est connue à travers les recensements de la population effectués dans la commune depuis 1793. Pour les communes de moins de 10 000 habitants, une enquête de recensement portant sur toute la population est réalisée tous les cinq ans, les populations de référence des années intermédiaires étant quant à elles estimées par interpolation ou extrapolation. Pour la commune, le premier recensement exhaustif entrant dans le cadre du nouveau dispositif a été réalisé en 2004.

En 2022, la commune comptait 237 habitants, en évolution de +13,4 % par rapport à 2016 (Territoire de Belfort : −2,78 %, France hors Mayotte : +2,11 %).
| 1793 | 1800 | 1806 | 1821 | 1831 | 1836 | 1841 | 1846 | 1851 |
| ---- | ---- | ---- | ---- | ---- | ---- | ---- | ---- | ---- |
| 148  | 155  | 181  | 205  | 221  | 247  | 204  | 180  | 160  |

| 1856 | 1861 | 1866 | 1872 | 1876 | 1881 | 1886 | 1891 | 1896 |
| ---- | ---- | ---- | ---- | ---- | ---- | ---- | ---- | ---- |
| 164  | 161  | 161  | 156  | 150  | 141  | 142  | 128  | 126  |

| 1901 | 1906 | 1911 | 1921 | 1926 | 1931 | 1936 | 1946 | 1954 |
| ---- | ---- | ---- | ---- | ---- | ---- | ---- | ---- | ---- |
| 122  | 130  | 123  | 91   | 97   | 91   | 91   | 78   | 102  |

| 1962 | 1968 | 1975 | 1982 | 1990 | 1999 | 2004 | 2006 | 2009 |
| ---- | ---- | ---- | ---- | ---- | ---- | ---- | ---- | ---- |
| 83   | 85   | 92   | 152  | 205  | 225  | 247  | 235  | 241  |

| 2014 | 2019 | 2022 | - | - | - | - | - | - |
| ---- | ---- | ---- | - | - | - | - | - | - |
| 217  | 240  | 237  | - | - | - | - | - | - |

## Culture locale et patrimoine

### Lieux et monuments
- La croix de chemin de Frais, datée de 1780, est classée aux monuments historiques depuis 1980.